# Loopkevers
De loopkevers (Carabidae) zijn een familie van kevers. Vertegenwoordigers van de familie komen over de hele wereld voor, met uitzondering van Antarctica. Met ongeveer 40.000 soorten is de familie zeer talrijk. De zandloopkevers (Cicindelinae) werden voorheen als een aparte familie opgevat, maar worden nu als onderfamilie tot de loopkevers gerekend.

## Kenmerken
Loopkevers hebben een lengte die varieert van 0,8 tot 8 cm. De kleur is variabel. Veel soorten zijn bruin tot zwart, soms met metaalglans, maar ook rood, geel en groen, blauw en paars komen voor. Hoewel ze in grootte sterk verschillen, zijn ze opmerkelijk uniform van uiterlijk, met lange poten, krachtige kaken en ovale tot langwerpig ovale rugschilden. Loopkevers zijn dan ook meestal op het eerste gezicht als zodanig te herkennen. Het borststuk en achterlijf zijn duidelijk gescheiden. De poten zijn gebouwd op hardlopen.

### Vleugels
Veel soorten hebben goed ontwikkelde vleugels en vliegspieren, en kunnen uitstekend vliegen. Sommige soorten hebben het vermogen tot vliegen verloren, en soms zijn de rugschilden zelfs met elkaar vergroeid. Het komt ook voor dat er nog wel functioneel uitziende vleugels zijn, maar dat de vliegspieren dermate zwak ontwikkeld zijn dat vliegen toch niet meer mogelijk is. Bij veel soorten komt vleugeldimorfie voor: sommige individuen hebben vleugels die voldoende ontwikkeld zijn om te kunnen vliegen, terwijl andere exemplaren rudimentaire vleugels hebben en niet kunnen vliegen. Een voorbeeld is de gewone zwartschild, waarbij de niet-vliegende vorm dominant overerft. Niettemin bleek in Canada, waar het dier een exoot is, zeker 20% van de exemplaren vliegend te zijn, oplopend tot 60 à 70% aan het verspreidingsfront. In Nederland werd een vergelijkbaar patroon gevonden: begin jaren zeventig was in de nieuwe IJsselmeerpolders 25% vliegend, tegen 2% in het oude land.

## Leefwijze
Enkele soorten voeden zich met graszaden, maar de meeste zijn carnivoor en voeden zich met larven, slakjes, wormen, spinnen en andere insecten. Prooien uit die laatste groep zijn voor een belangrijk deel aan de wortels knagende plaaginsecten. Sommige soorten zijn in staat om een bijtende vloeistof uit hun achterlijf te spuiten om belagers af te schrikken. Ze zijn meestal nachtactief. Zelf vormen ze een prooi voor grotere spinnen en loopkevers, spitsmuizen, egels, hagedissen en insectenetende vogels. In Nederland komen bijna 400 verschillende soorten voor.

## Voortplanting
De eieren worden meestal afgezet op de grond tussen planten, maar ook op rottend hout en schimmels.

## Diversiteit
Een bekende groep van grote soorten zijn de schallebijters (geslacht Carabus).
De zandloopkevers zijn goede vliegers die overdag jagen. Ze werden in het verleden vaak als een aparte familie (Cicindelidae) opgevat, maar moderne opvattingen zeggen dat de familie Carabidae in dat geval parafyletisch zou zijn. De zandloopkevers worden daarom nu als onderfamilie Cicindelinae in de familie Carabidae geplaatst.
De bombardeerkevers behoren ook tot de loopkevers. Zij mengen in hun achterlijf hydrochinonen met waterstofperoxide, waarbij in een explosieve, hoorbare reactie de irriterende stof benzochinon gevormd wordt. Soms brengt dit padden ertoe om een ingeslikte kever na een kwartier of langer weer uit te spugen.

## Onderverdeling
De familie is als volgt onderverdeeld in onderfamilies:
- Protorabinae Ponomarenko, 1977  †
- Conjunctiinae Ponomarenko, 1977  †
- Nebriinae Laporte, 1834
- Cicindinae Csiki, 1927
- Cicindelinae Latreille, 1802[1] – zandloopkevers
- Carabinae Latreille, 1802[1]
- Loricerinae Bonelli, 1810
- Omophroninae Bonelli, 1810
- Elaphrinae Latreille, 1802[1]
- Migadopinae Chaudoir, 1861
- Hiletinae Schiødte, 1848
- Scaritinae Bonelli, 1810
- Broscinae Hope, 1838
- Apotominae LeConte, 1853
- Siagoninae Bonelli, 1813
- Melaeninae Csiki, 1933
- Gehringiinae Darlington, 1933
- Trechinae Bonelli, 1810
- Patrobinae Kirby, 1837
- Psydrinae LeConte, 1853
- Nototylinae Bänninger, 1927
- Paussinae Latreille, 1806
- Brachininae Bonelli, 1810
- Harpalinae Bonelli, 1810

## In Nederland waargenomen soorten
- Genus: Abax
  - Abax carinatus
  - Abax ovalis - (Ovale breedborst)
  - Abax parallelepipedus - (Gewone breedborst)
  - Abax parallelus - (Echte breedborst)
- Genus: Acupalpus
  - Acupalpus brunnipes - (Bruine bontloper)
  - Acupalpus dubius - (Moerasbontloper)
  - Acupalpus elegans - (Zilte bontloper)
  - Acupalpus exiguus - (Kleibontloper)
  - Acupalpus flavicollis - (Geelhalsbontloper)
  - Acupalpus meridianus - (Akkerbontloper)
  - Acupalpus parvulus - (Rietbontloper)
- Genus: Agonum
  - Agonum dolens - (Stomphalssnelloper)
  - Agonum emarginatum - (Glanzende snelloper)
  - Agonum ericeti - (Turfsnelloper)
  - Agonum fuliginosum - (Moerassnelloper)
  - Agonum gracile - (Veenmossnelloper)
  - Agonum gracilipes - (Kortpootsnelloper)
  - Agonum impressum
  - Agonum lugens - (Rouwsnelloper)
  - Agonum marginatum - (Geelrandsnelloper)
  - Agonum micans - (Riviersnelloper)
  - Agonum muelleri - (Grassnelloper)
  - Agonum munsteri - (Hoogveensnelloper)
  - Agonum nigrum - (Zwarte snelloper)
  - Agonum piceum - (Bruine snelloper)
  - Agonum scitulum - (Blauwzwarte snelloper)
  - Agonum sexpunctatum - (Zespuntsnelloper)
  - Agonum thoreyi - (Rietsnelloper)
  - Agonum versutum - (Vensnelloper)
  - Agonum viduum - (Groene snelloper)
  - Agonum viridicupreum - (Kopergroene snelloper)
- Genus: Amara
  - Amara aenea - (Bronzen glimmer)
  - Amara anthobia - (Kleine roodpootglimmer)
  - Amara apricaria - (Ruderaalglimmer)
  - Amara aulica - (Distelglimmer)
  - Amara bifrons - (Bruingele glimmer)
  - Amara brunnea - (Bruine bosglimmer)
  - Amara communis - (Veldglimmer)
  - Amara consularis - (Tandhalsglimmer)
  - Amara convexior - (Rechte glimmer)
  - Amara convexiuscula - (Kwelderglimmer)
  - Amara cursitans - (Mergelglimmer)
  - Amara curta - (Korte glimmer)
  - Amara equestris - (Borstelglimmer)
  - Amara eurynota - (Breedrugglimmer)
  - Amara famelica - (Grote heideglimmer)
  - Amara familiaris - (Akkerroodpootglimmer)
  - Amara fulva - (Gele glimmer)
  - Amara fusca - (Breedhalsglimmer)
  - Amara gebleri - (Oostelijke heideglimmer)
  - Amara infima - (Kleine heideglimmer)
  - Amara ingenua - (Plompe glimmer)
  - Amara kulti - (Glanzende drietandglimmer)
  - Amara lucida - (Duinroodpootglimmer)
  - Amara lunicollis - (Gewone glimmer)
  - Amara majuscula - (Grote glimmer)
  - Amara montana
  - Amara montivaga - (Bergglimmer)
  - Amara nitida - (Glanzende glimmer)
  - Amara ovata - (Ovale glimmer)
  - Amara plebeja - (Gewone drietandglimmer)
  - Amara praetermissa - (Pekbruine glimmer)
  - Amara quenseli - (Stuifzandglimmer)
  - Amara similata - (Akkerglimmer)
  - Amara spreta - (Platte glimmer)
  - Amara strenua - (Polderdrietandglimmer)
  - Amara tibialis - (Dwergglimmer)
  - Amara tricuspidata - (Zwarte drietandglimmer)
- Genus: Amblystomus
  - Amblystomus metallescens
- Genus: Anchista
  - Anchista binotata
- Genus: Anchomenus
  - Anchomenus dorsalis - (Akkersnelloper)
- Genus: Anillus
  - Anillus caecus - (Blind priempje)
- Genus: Anisodactylus
  - Anisodactylus binotatus - (Gewone roodkruin)
  - Anisodactylus nemorivagus - (Heideroodkruin)
  - Anisodactylus poeciloides - (Zilte roodkruin)
  - Anisodactylus signatus - (Brede roodkruin)
- Genus: Anthracus
  - Anthracus consputus - (Oeverbontloper)
- Genus: Asaphidion
  - Asaphidion caraboides
  - Asaphidion curtum - (Bosgrootoogkever)
  - Asaphidion flavipes - (Akkergrootoogkever)
  - Asaphidion pallipes - (Zandgrootoogkever)
  - Asaphidion stierlini - (Donkere grootoogkever)
- Genus: Badister
  - Badister bullatus - (Bosstompkaak)
  - Badister collaris - (Veenstompkaak)
  - Badister dilatatus - (Breedhalsstompkaak)
  - Badister lacertosus - (Ovale stompkaak)
  - Badister meridionalis
  - Badister peltatus - (Rietstompkaak)
  - Badister sodalis - (Schoudervlekstompkaak)
  - Badister unipustulatus - (Moerasstompkaak)
- Genus: Bembidion
  - Bembidion aeneum - (Bronzen priemkever)
  - Bembidion argenteolum - (Zilveren priemkever)
  - Bembidion articulatum - (Vlekpriemkever)
  - Bembidion assimile - (Ribbelkoppriemkever)
  - Bembidion atrocaeruleum - (Blauwe priemkever)
  - Bembidion axillare
  - Bembidion biguttatum - (Tweevlekpriemkever)
  - Bembidion bipunctatum - (Tweepuntpriemkever)
  - Bembidion bruxellense - (Veenpriemkever)
  - Bembidion decorum - (Sierlijke priemkever)
  - Bembidion deletum - (Bospriemkever)
  - Bembidion dentellum - (Getande priemkever)
  - Bembidion doris - (Groefkoppriemkever)
  - Bembidion elongatum - (Kleine smalnekpriemkever)
  - Bembidion ephippium - (Gele kwelderpriemkever)
  - Bembidion fasciolatum - (Roodveegpriemkever)
  - Bembidion femoratum - (Bleke priemkever)
  - Bembidion fluviatile - (Rivierpriemkever)
  - Bembidion fumigatum - (Berookte priemkever)
  - Bembidion gilvipes - (Geelpootpriemkever)
  - Bembidion guttula - (Weidepriemkever)
  - Bembidion humerale - (Schoudervlekpriemkever)
  - Bembidion illigeri - (Gladde viervlekpriemkever)
  - Bembidion iricolor - (Iriserende priemkever)
  - Bembidion lampros - (Glanspriemkever)
  - Bembidion latinum - (Zuidelijke priemkever)
  - Bembidion litorale - (Oeverpriemkever)
  - Bembidion lunatum - (Grote maanvlekpriemkever)
  - Bembidion lunulatum - (Kleine maanvlekpriemkever)
  - Bembidion mannerheimii - (Moerasbospriemkever)
  - Bembidion maritimum - (Brakwaterpriemkever)
  - Bembidion milleri - (Kleine leempriemkever)
  - Bembidion minimum - (Kwelderpriemkever)
  - Bembidion modestum - (Roodbandpriemkever)
  - Bembidion monticola - (Bergpriemkever)
  - Bembidion nigricorne - (Heidepriemkever)
  - Bembidion normannum - (Slanke kwelderpriemkever)
  - Bembidion obliquum - (Donkere venpriemkever)
  - Bembidion obtusum - (Akkerpriemkever)
  - Bembidion octomaculatum - (Achtvlekpriemkever)
  - Bembidion pallidipenne - (Duinpriemkever)
  - Bembidion prasinum - (Platte priemkever)
  - Bembidion properans - (Puntglanspriemkever)
  - Bembidion punctulatum - (Gepuncteerde priemkever)
  - Bembidion pygmaeum
  - Bembidion quadrimaculatum - (Viervlekpriemkever)
  - Bembidion quadripustulatum - (Grote vierpuntpriemkever)
  - Bembidion ruficolle - (Roodhalspriemkever)
  - Bembidion semipunctatum - (Kleipriemkever)
  - Bembidion stephensii - (Grote leempriemkever)
  - Bembidion stomoides - (Grote smalnekpriemkever)
  - Bembidion striatum - (Gestreepte priemkever)
  - Bembidion tenellum - (Tengere kwelderpriemkever)
  - Bembidion testaceum - (Roodbruine priemkever)
  - Bembidion tetracolum - (Gewone viervlekpriemkever)
  - Bembidion tibiale - (Beekpriemkever)
  - Bembidion varium - (Gevlekte kwelderpriemkever)
  - Bembidion velox - (Snelle priemkever)
- Genus: Blemus
  - Blemus discus - (Schijfboogkever)
- Genus: Blethisa
  - Blethisa multipunctata - (Grote oeverloopkever)
- Genus: Brachinus
  - Brachinus crepitans - (Grote bombardeerkever)
  - Brachinus explodens - (Kleine bombardeerkever)
- Genus: Bradycellus
  - Bradycellus caucasicus - (Halsrondbuik)
  - Bradycellus csikii - (Steenrondbuik)
  - Bradycellus distinctus - (Kwelderrondbuik)
  - Bradycellus harpalinus - (Gewone rondbuik)
  - Bradycellus ruficollis - (Heiderondbuik)
  - Bradycellus sharpi - (Bosrondbuik)
  - Bradycellus verbasci - (Ruigterondbuik)
- Genus: Broscus
  - Broscus cephalotes - (Dikkoploopkever)
- Genus: Calathus
  - Calathus ambiguus - (Grote tandklauw)
  - Calathus cinctus - (Mostandklauw)
  - Calathus erratus - (Zandtandklauw)
  - Calathus fuscipes - (Gewone tandklauw)
  - Calathus melanocephalus - (Zwartkoptandklauw)
  - Calathus micropterus - (Noordelijke tandklauw)
  - Calathus mollis - (Duintandklauw)
  - Calathus rotundicollis - (Bostandklauw)
- Genus: Callisthenes
  - Callisthenes reticulatus - (Rimpelpoppenrover)
- Genus: Callistus
  - Callistus lunatus - (Maanvlekloopkever)
- Genus: Calodromius
  - Calodromius bifasciatus - (Zuidelijke schorsloper)
  - Calodromius spilotus - (Kleine viervlekschorsloper)
- Genus: Calosoma
  - Calosoma auropunctatum - (Goudpuntpoppenrover)
  - Calosoma inquisitor - (Kleine poppenrover)
  - Calosoma maderae
  - Calosoma sycophanta - (Grote poppenrover)
- Genus: Carabus
  - Carabus arcensis - (Heideschallebijter)
  - Carabus auratus - (Gouden schallebijter)
  - Carabus auronitens - (Goudglanzende schallebijter)
  - Carabus cancellatus - (Rasterschallebijter)
  - Carabus clatratus - (Moerasschallebijter)
  - Carabus convexus - (Bolle schallebijter)
  - Carabus coriaceus - (Lederschallebijter)
  - Carabus glabratus - (Gladde schallebijter)
  - Carabus granulatus - (Kettingschallebijter)
  - Carabus intricatus - (Blauwe schallebijter)
  - Carabus monilis - (Graslandschallebijter)
  - Carabus nemoralis - (Tuinschallebijter)
  - Carabus nitens - (Goudrandschallebijter)
  - Carabus problematicus - (Blauwzwarte schallebijter)
  - Carabus ulrichii - (Ullrichs schallebijter)
  - Carabus violaceus - (Paarse schallebijter)
- Genus: Chlaenius
  - Chlaenius croesus
  - Chlaenius nigricornis - (Zwartsprietfluweelloper)
  - Chlaenius nitidulus - (Groene fluweelloper)
  - Chlaenius sulcicollis - (Groefhalsfluweelloper)
  - Chlaenius tibialis - (Rivierfluweelloper)
  - Chlaenius tristis - (Zwarte fluweelloper)
  - Chlaenius vestitus - (Groene fluweelloper)
- Genus: Cicindela
  - Cicindela campestris - (Groene zandloopkever)
  - Cicindela hybrida - (Bastaardzandloopkever)
  - Cicindela maritima - (Strandzandloopkever)
  - Cicindela sylvatica - (Boszandloopkever)
- Genus: Cillenus
  - Cillenus lateralis - (Strandpriemkever)
- Genus: Clivina
  - Clivina collaris - (Akkergraver)
  - Clivina fossor - (Roodbruine graver)
- Genus: Cychrus
  - Cychrus caraboides - (Lederslakkenloopkever)
- Genus: Cylindera
  - Cylindera germanica - (Duitse zandloopkever)
  - Cylindera trisignata - (Drievlekzandloopkever)
- Genus: Cymindis
  - Cymindis axillaris - (Kalknachtloper)
  - Cymindis humeralis - (Kale heidenachtloper)
  - Cymindis macularis - (Harige heidenachtloper)
  - Cymindis vaporariorum - (Vale heidenachtloper)
- Genus: Demetrias
  - Demetrias atricapillus - (Gele rietklimmer)
  - Demetrias imperialis - (Viervlekrietklimmer)
  - Demetrias monostigma - (Ruitvlekrietklimmer)
- Genus: Diachromus
  - Diachromus germanus - (Bonte sierloper)
- Genus: Dicheirotrichus
  - Dicheirotrichus gustavii - (Gewone kwelderloper)
  - Dicheirotrichus obsoletus - (Brede kwelderloper)
  - Dicheirotrichus rufithorax - (Rivierkwelderloper)
- Genus: Dolichus
  - Dolichus halensis - (Variabele slanke loper)
- Genus: Dromius
  - Dromius agilis - (Donkerbruine schorsloper)
  - Dromius angustus - (Geelbruine schorsloper)
  - Dromius fenestratus - (Tweevlekschorsloper)
  - Dromius meridionalis - (Kustschorsloper)
  - Dromius quadrimaculatus - (Grote viervlekschorsloper)
  - Dromius schneideri
- Genus: Dyschirius
  - Dyschirius aeneus - (Oevergravertje)
  - Dyschirius angustatus - (Smal gravertje)
  - Dyschirius chalceus - (Groot zoutgravertje)
  - Dyschirius globosus - (Dwerggravertje)
  - Dyschirius impunctipennis - (Strandgravertje)
  - Dyschirius intermedius - (Leemgravertje)
  - Dyschirius laeviusculus - (Tweepuntgravertje)
  - Dyschirius neresheimeri - (Riviergravertje)
  - Dyschirius nitidus - (Zwart gravertje)
  - Dyschirius obscurus - (Duingravertje)
  - Dyschirius politus - (Glansgravertje)
  - Dyschirius salinus - (Zoutgravertje)
  - Dyschirius semistriatus - (Bronsgravertje)
  - Dyschirius thoracicus - (Zandgravertje)
  - Dyschirius tristis - (Langkielgravertje)
- Genus: Elaphropus
  - Elaphropus diabrachys
  - Elaphropus haemorroidalis
  - Elaphropus parvulus - (Zwart knotje)
  - Elaphropus quadrisignatus - (Viervlekknotje)
  - Elaphropus walkerianus - (Bosknotje)
- Genus: Elaphrus
  - Elaphrus aureus - (Gouden oeverloopkever)
  - Elaphrus cupreus - (Moerasoeverloopkever)
  - Elaphrus riparius - (Gewone oeverloopkever)
  - Elaphrus uliginosus - (Blauwpootoeverloopkever)
  - Elaphrus ullrichii - (Groenpootoeverloopkever)
- Genus: Epaphius
  - Epaphius secalis - (Rondhalsboogkever)
- Genus: Harpalus
  - Harpalus affinis - (Behaarde Kruiper)
  - Harpalus anxius - (Variabele kruiper)
  - Harpalus atratus - (Breedhalskruiper)
  - Harpalus attenuatus - (Sobere kustkruiper)
  - Harpalus autumnalis - (Herfstkruiper)
  - Harpalus calceatus - (Grote halmkruiper)
  - Harpalus dimidiatus - (Kalkkruiper)
  - Harpalus distinguendus - (Groene kruiper)
  - Harpalus flavescens - (Gele kruiper)
  - Harpalus froelichii - (Schraallandkruiper)
  - Harpalus griseus - (Kleine roodpoothalmkruiper)
  - Harpalus honestus - (Grindkruiper)
  - Harpalus laevipes - (Vierpuntkruiper)
  - Harpalus latus - (Breedkopkruiper)
  - Harpalus luteicornis - (Geelsprietkruiper)
  - Harpalus melancholicus - (Donkere kustkruiper)
  - Harpalus modestus - (Vijfdoornkruiper)
  - Harpalus neglectus - (Korstmoskruiper)
  - Harpalus picipennis - (Pekzwarte kruiper)
  - Harpalus progrediens
  - Harpalus pumilus - (Dwergkruiper)
  - Harpalus rubripes - (Blauwe kruiper)
  - Harpalus rufipalpis - (Roodtasterkruiper)
  - Harpalus rufipes - (Roodpoothalmkruiper)
  - Harpalus serripes - (Grote duinkruiper)
  - Harpalus servus - (Brede duinkruiper)
  - Harpalus signaticornis - (Kaalkopkruiper)
  - Harpalus smaragdinus - (Smaragdkruiper)
  - Harpalus solitaris - (Heidekruiper)
  - Harpalus subcylindricus
  - Harpalus sulphuripes
  - Harpalus tardus - (Zandkruiper)
  - Harpalus xanthopus
- Genus: Laemostenus
  - Laemostenus terricola - (Aardloper)
- Genus: Lebia
  - Lebia chlorocephala - (Groene pronkloper)
  - Lebia cruxminor - (Kruispronkloper)
  - Lebia cyanocephala - (Blauwe pronkloper)
- Genus: Leistus
  - Leistus ferrugineus - (Roestbaardloper)
  - Leistus fulvibarbis - (Zwartblauwe baardloper)
  - Leistus rufomarginatus - (Bosbaardloper)
  - Leistus spinibarbis - (Blauwe baardloper)
  - Leistus terminatus - (Zwartkopbaardloper)
- Genus: Licinus
  - Licinus depressus - (Duinslakkenkraker)
- Genus: Limodromus
  - Limodromus assimilis - (Bossnelloper)
  - Limodromus krynickii - (Oostelijke snelloper)
- Genus: Lionychus
  - Lionychus quadrillum - (Viervlekdwergloper)
- Genus: Lophyra
  - Lophyra flexuosa
- Genus: Loricera
  - Loricera pilicornis - (Borstelsprietloopkever)
- Genus: Masoreus
  - Masoreus wetterhallii - (Duinloper)
- Genus: Microlestes
  - Microlestes maurus - (Kleinste dwergloper)
  - Microlestes minutulus - (Kleine dwergloper)
- Genus: Miscodera
  - Miscodera arctica - (Noordelijke steelhals)
- Genus: Molops
  - Molops elatus
  - Molops piceus - (Pekbruine bosloper)
- Genus: Nebria
  - Nebria brevicollis - (Gewone kortnek)
  - Nebria livida - (Geelrandkortnek)
  - Nebria picicornis
  - Nebria salina - (Heidekortnek)
- Genus: Notiophilus
  - Notiophilus aestuans - (Slanke spiegelloopkever)
  - Notiophilus aquaticus - (Donkere spiegelloopkever)
  - Notiophilus biguttatus - (Tweevlekspiegelloopkever)
  - Notiophilus germinyi - (Heidespiegelloopkever)
  - Notiophilus palustris - (Moerasspiegelloopkever)
  - Notiophilus quadripunctatus - (Vierpuntspiegelloopkever)
  - Notiophilus rufipes - (Bosspiegelloopkever)
  - Notiophilus substriatus - (Oeverspiegelloopkever)
- Genus: Ocys
  - Ocys harpaloides - (Schorspriemkever)
  - Ocys quinquestriatus - (Muurpriemkever)
  - Ocys tachysoides - (Moerasschorspriemkever)
- Genus: Odacantha
  - Odacantha melanura - (Bonte rietloper)
- Genus: Olisthopus
  - Olisthopus rotundatus - (Bronzen heideloper)
- Genus: Omophron
  - Omophron limbatum - (Kogelloopkever)
- Genus: Oodes
  - Oodes helopioides - (Zwarte moerasloper)
- Genus: Ophonus
  - Ophonus ardosiacus - (Grote blauwe halmklimmer)
  - Ophonus azureus - (Azuurblauwe halmklimmer)
  - Ophonus cordatus - (Duinhalmklimmer)
  - Ophonus diffinis
  - Ophonus laticollis - (Groene halmklimmer)
  - Ophonus melletii - (Variabele halmklimmer)
  - Ophonus parallelus - (Rechte halmklimmer)
  - Ophonus puncticeps - (Slanke halmklimmer)
  - Ophonus puncticollis - (Gerande halmklimmer)
  - Ophonus rufibarbis - (Gewone halmklimmer)
  - Ophonus rupicola - (Rotshalmklimmer)
  - Ophonus schaubergerianus
  - Ophonus stictus - (Zwarthaarhalmklimmer)
- Genus: Oxypselaphus
  - Oxypselaphus obscurus - (Smalhalssnelloper)
- Genus: Panagaeus
  - Panagaeus bipustulatus - (Tweevleksmalkop)
  - Panagaeus cruxmajor - (Kruissmalkop)
- Genus: Paradromius
  - Paradromius linearis - (Smalle schorsloper)
  - Paradromius longiceps - (Langhalsschorsloper)
- Genus: Paranchus
  - Paranchus albipes - (Oeversnelloper)
- Genus: Paratachys
  - Paratachys bistriatus - (Tweestreepknotje)
  - Paratachys micros - (Bleek knotje)
- Genus: Parophonus
  - Parophonus maculicornis - (Kalkgroefkop)
- Genus: Patrobus
  - Patrobus atrorufus - (Donkere halsbandloper)
- Genus: Perigona
  - Perigona nigriceps - (Compostloper)
- Genus: Perileptus
  - Perileptus areolatus - (Behaarde grindloper)
- Genus: Philorhizus
  - Philorhizus crucifer - (Duinschorsloper)
  - Philorhizus melanocephalus - (Zwartkopschorsloper)
  - Philorhizus notatus
  - Philorhizus quadrisignatus - (Breedkopschorsloper)
  - Philorhizus sigma - (Dwarsvlekschorsloper)
- Genus: Platyderus
  - Platyderus depressus - (Platte gladklauwloper)
- Genus: Platynus
  - Platynus livens - (Ringneksnelloper)
- Genus: Plochionus
  - Plochionus pallens
- Genus: Poecilus
  - Poecilus cupreus - (Koperen kielspriet)
  - Poecilus kugelanni - (Tweekleurige kielspriet)
  - Poecilus lepidus - (Heidekielspriet)
  - Poecilus punctulatus - (Gladde kielspriet)
  - Poecilus versicolor - (Veelkleurige kielspriet)
- Genus: Pogonus
  - Pogonus chalceus - (Gewone zoutloper)
  - Pogonus littoralis - (Strandzoutloper)
  - Pogonus luridipennis - (Gele zoutloper)
- Genus: Polistichus
  - Polistichus connexus
- Genus: Porotachys
  - Porotachys bisulcatus - (Breed knotje)
- Genus: Pterostichus
  - Pterostichus anthracinus - (Oeverzwartschild)
  - Pterostichus aterrimus - (Veenzwartschild)
  - Pterostichus burmeisteri
  - Pterostichus cristatus - (Bronboszwartschild)
  - Pterostichus diligens - (Gladde zwartschild)
  - Pterostichus gracilis - (Smalle zwartschild)
  - Pterostichus longicollis - (Langnekzwartschild)
  - Pterostichus macer - (Platte zwartschild)
  - Pterostichus madidus - (Rondhalszwartschild)
  - Pterostichus melanarius - (Gewone zwartschild)
  - Pterostichus minor - (Moeraszwartschild)
  - Pterostichus niger - (Grote zwartschild)
  - Pterostichus nigrita - (Moerasboszwartschild)
  - Pterostichus oblongopunctatus - (Bronzen boszwartschild)
  - Pterostichus ovoideus - (Platoogzwartschild)
  - Pterostichus quadrifoveolatus - (Brandzwartschild)
  - Pterostichus rhaeticus - (Heidezwartschild)
  - Pterostichus strenuus - (Gepuncteerde zwartschild)
  - Pterostichus vernalis - (Groeftarszwartschild)
- Genus: Scybalicus
  - Scybalicus oblongiusculus - (Behaarde duinloper)
- Genus: Sphodrus
  - Sphodrus leucophthalmus - (Grote kelderloopkever)
- Genus: Stenolophus
  - Stenolophus mixtus - (Zwarthalsglansloper)
  - Stenolophus skrimshiranus - (Gele glansloper)
  - Stenolophus teutonus - (Tweekleurige glansloper)
- Genus: Stomis
  - Stomis pumicatus - (Glimmende langkaak)
- Genus: Syntomus
  - Syntomus foveatus - (Bronzen dwergloper)
  - Syntomus obscuroguttatus - (Gevlekte dwergloper)
  - Syntomus pallipes
  - Syntomus truncatellus - (Zwarte dwergloper)
- Genus: Synuchus
  - Synuchus vivalis - (Rondhalstandklauw)
- Genus: Tachys
  - Tachys scutellaris - (Kwelderknotje)
- Genus: Tachyta
  - Tachyta nana - (Schorsknotje)
- Genus: Thalassophilus
  - Thalassophilus longicornis - (Grindlangspriet)
- Genus: Trechoblemus
  - Trechoblemus micros - (Aardboogkever)
- Genus: Trechus
  - Trechus obtusus - (Gewone boogkever)
  - Trechus quadristriatus - (Akkerboogkever)
  - Trechus rubens - (Rode boogkever)
- Genus: Trichocellus
  - Trichocellus cognatus - (Heidehaaroogkever)
  - Trichocellus placidus - (Moerashaaroogkever)
- Genus: Trichotichnus
  - Trichotichnus laevicollis - (Boslangtars)
  - Trichotichnus nitens - (Berglangtars)
- Genus: Zabrus
  - Zabrus tenebrioides - (Korenloopkever)